# Französisch-Togo

Flagge Französisch-Togos von 1958 bis 1960

Teilung Togolands nach dem Ersten Weltkrieg:

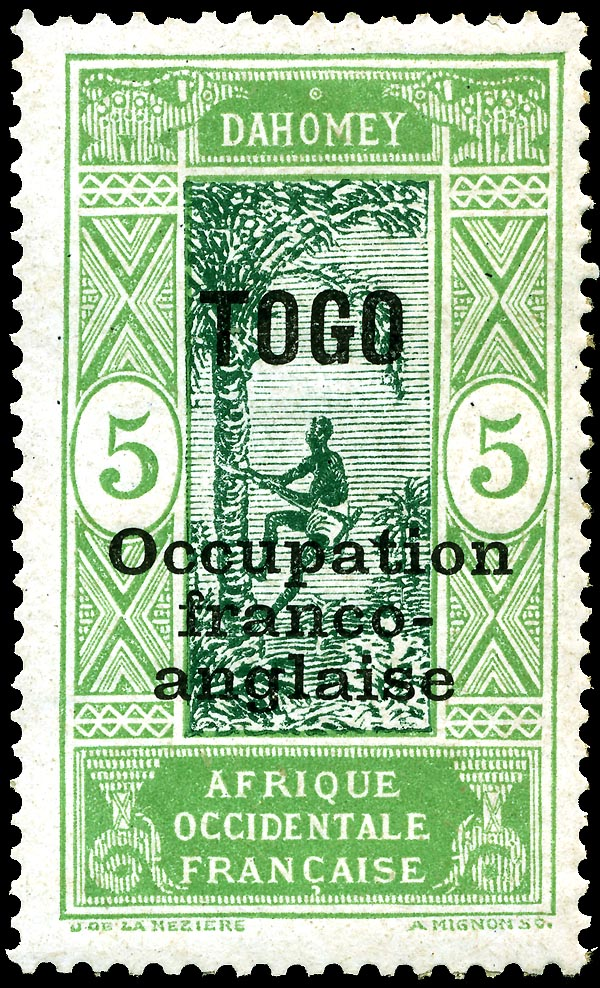
Briefmarke von 1916 mit Aufdruck „TOGO Occupation franco-anglaise“

Französisch-Togo (französisch: Togo français) war ein im Gefolge des Ersten Weltkrieges entstandenes französisches Mandatsgebiet des Völkerbundes bzw. der Vereinten Nationen in Westafrika. 1960 entstand aus diesem Gebiet die moderne Republik Togo.

## Mandatsgeschichte
Am 26. August 1914, unmittelbar nach Ausbruch des Ersten Weltkrieges, rückten britische und französische Truppen in die deutsche Kolonie Togo ein. Nach fünf Tagen kapitulierte die deutsche Polizeitruppe, die hier stationiert war. 1916 wurde Togo in eine britische und eine französische Verwaltungszone aufgeteilt und nach Kriegsende formal zu einem Mandatsgebiet des gerade gegründeten Völkerbundes erklärt, das aber aus verwaltungstechnischen Gründen in einen britischen und einen französischen Teil geteilt blieb. Der französische Teil war erheblich größer (56.702 km², etwa 2/3 der ursprünglichen Kolonie) und umfasste das gesamte Küstengebiet sowie das Eisenbahnnetz.
Nach dem Zweiten Weltkrieg wurden beide Teile zu Treuhandgebieten der Nachfolgeorganisation des Völkerbundes, also der Vereinten Nationen erklärt, ohne dass sich an der geteilten Verwaltung etwas änderte.
1956 wurde Französisch-Togo zu einer autonomen Republik innerhalb der Union française, verblieb aber unter UN-Treuhandverwaltung. Eine mit allgemeinem Wahlrecht gewählte gesetzgebende Versammlung hatte weitgehende Befugnisse über interne Angelegenheiten der „Republik“, daneben gab es ein gewähltes Exekutivorgan, dem ein Premierminister vorstand, der der Legislative verantwortlich war. 1956 wurde dieses System in einer Verfassung festgelegt, die durch ein Referendum bestätigt wurde. Am 10. September 1956 wurde Nicolas Grunitzky Premierminister der „Autonomen Republik Togo“.
Begründet mit Unregelmäßigkeiten bei diesem Plebiszit wurde 1958 eine weitere allgemeine Wahl abgehalten, aus der Sylvanus Olympio als Sieger hervorging.
Am 27. April 1960 löste Französisch-Togo seine verfassungsmäßigen Bindungen an Frankreich, entledigte sich seines UN-Treuhandstatus und wurde mit einer provisorischen Verfassung unter dem Präsidenten Olympio unabhängig.